# Железнец
Железнец (изписване до 1945 година: Желѣзнецъ; на македонска литературна норма: Железнец) е село в община Демир Хисар, Северна Македония.

## География
Селото е планинско, разположено на 720 m между две високи голи скали – Железните, в близост до изворите на Църна река, в северната част на общината. Част е от областта Горен Демир Хисар. Землището на Железнец е 12,8 km2, от които най-голяма част съставляват пасищата -547,2 ha, горите заемат 350,8 ha, а обработваемите площи 151,1 ha. В землището на Железнец се намират изворите на Църна. На-големият извор е врелото Църна дупка над селото, а в местността Горно маало има още два извора, макар и с по-малък дебит.

## История
В южната част на селото, на рида Градище са останките средновековната крепост Железнец (на гръцки Сидирокастрон).
В XIX век Железнец е изцяло българско село в Битолска кааза, нахия Демир Хисар на Османската империя. Църквата „Света Богородица“ е от 1852 година. Според Васил Кънчов в 90-те години Железник дава името на цялата долина - Железничка реща. Селото има 40 християнски къщи. Жителите му доскоро да отглеждали жито, продавано в Битоля и Прилеп, а сега жителите ходят по гурбет. Според статистиката му („Македония. Етнография и статистика“) в 1900 година в Желѣзнецъ има 320 жители, всички българи християни.
На Етнографската карта на Битолския вилает на Картографския институт в София от 1901 година Железник е чисто българско село в Битолската каза на Битолския санджак с 58 къщи.
Цялото население на селото е под върховенството на Българската екзархия. По данни на секретаря на екзархията Димитър Мишев („La Macédoine et sa Population Chrétienne“) в 1905 година в Железнец има 320 българи екзархисти.
По време на Балканската война 2 души от Железнец се включват като доброволци в Македоно-одринското опълчение.
През войната селото е окупирано от сръбски части и остава в Сърбия след Междусъюзническата война.
По време на българското управление във Вардарска Македония в годините на Втората световна война, Стоян П. Тинчев от Соколаре е български кмет на Железнец от 26 април 1944 година до 9 септември 1944 година.
В 1953 година селото има 398 жители. В 1961 година – 311 жители, които през 1994 намаляват на 86, а според преброяването от 2002 година селото има 57 жители, всички македонци.
| Националност | Всичко |
| македонци    | 57     |
| албанци      | 0      |
| турци        | 0      |
| роми         | 0      |
| власи        | 0      |
| сърби        | 0      |
| бошняци      | 0      |
| други        | 0      |

В 2004 година цялото село е обявено за архитектурен резерват, паметник на културата.

## Личности
Родени в Железнец
- Секула Силянов, български революционер от ВМОРО[12]
- Стойче Георгиев (1880 – ?), български революционер и емигрантски общественик
- Траян, български революционер от ВМОРО, войвода на селската чета от Железнец през Илинденско-Преображенското въстание[13]
- Филип Шековски (1901 - 1945), български свещеник
- Христо Кьосето, български революционер от ВМОРО, четник при Йордан Пиперката през 1901 година[14]
- Янко Кочов, доброволец в четата на Иван Атанасов – Инджето през Сръбско-българската война в 1885 година[15]